# Trematochampsa
Trematochampsa is een geslacht van uitgestorven twijfelachtige Crocodyliformes uit het Laat-Krijt (Cenomanien) uit de Beceten-formatie van Niger.

## Naamgeving
De typesoort Trematochampsa taqueti werd in 1974 beschreven door Eric Buffetaut. De geslachtsnaam betekent 'de doorboorde krokodil'. De soortaanduiding eert Philippe Taquet. De tweede soort Trematochampsa oblita, de 'vergetene', werd in 1979 uit Madagaskar benoemd, maar werd in 2009 omgedoopt tot Miadanasuchus.

## Taxonomie
Trematochampsa geeft zijn naam aan de Trematochampsidae, een weinig bekende groep fossiele krokodillen. De labiele fylogenetische positie van Trematochampsa in veel onderzoeken is echter toegeschreven aan karakterconflicten, waardoor veel auteurs dit geslacht hebben uitgesloten van veel cladistische analyses, maar Sertich et alii (2014) merkten op dat het toegewezen materiaal van Trematochampsa uit meer dan één crocodyliform taxon bestaat, dus kozen ze ervoor om alleen het schedelmateriaal in de dataset te gebruiken voor de cladistische analyse van Rukwasuchus en adviseerden ze het postcraniale materiaal van Trematochampsa te verwijderen. De analyse vond Trematochampsa als een lid van Peirosauridae, waardoor Trematochampsidae een jonger synoniem van Peirosauridae werd.
Een herziening van Trematochampsa taqueti uit 2018 ontdekte dat het fossiele materiaal een mengsel was van botten van peirosauriërs, Araripesuchus, Anatosuchus, Notosuchus-achtige crocodyliformen en Neosuchia. Er werden geen onderscheidende kenmerken gevonden in het holotype-exemplaar Ibc 231, een rechtertraanbeen, waardoor het geslacht een nomen dubium geacht werd te zijn.